# Toužim
Toužim (en allemand : Theusing) est une ville du district de Karlovy Vary, dans la région de Karlovy Vary, en République tchèque. Sa population s'élevait à 3 492 habitants en 2024.

## Géographie
Toužim se trouve à 27 km au sud-est de Sokolov, à 21 km au sud-sud-est de Karlovy Vary et à 104 km à l'ouest de Prague.

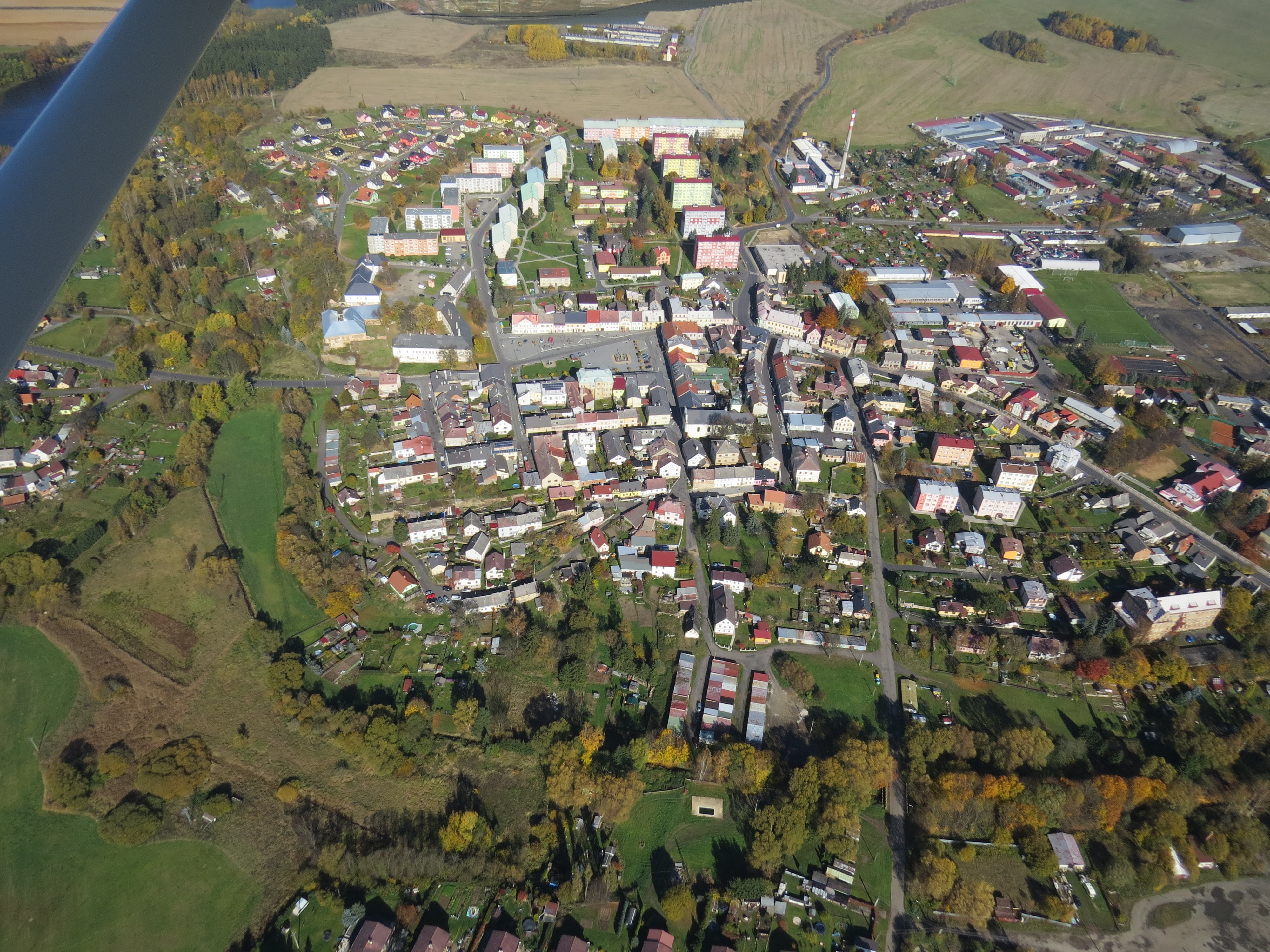
Toužim : vue aérienne.

La commune est limitée par Bochov au nord, par Štědrá et Bezvěrov à l'est, par Úterý au sud, par Teplá au sud-ouest, et par Otročín et Útvina à l'ouest.

## Histoire
La première mention écrite de la localité date de 1354.

## Administration
La commune se compose de seize sections :
- Bezděkov
- Branišov
- Dobrá Voda
- Dřevohryzy
- Kojšovice
- Komárov
- Kosmová
- Lachovice
- Luhov
- Nežichov
- Políkno
- Prachomety
- Radyně
- Smilov
- Toužim
- Třebouň

## Galerie

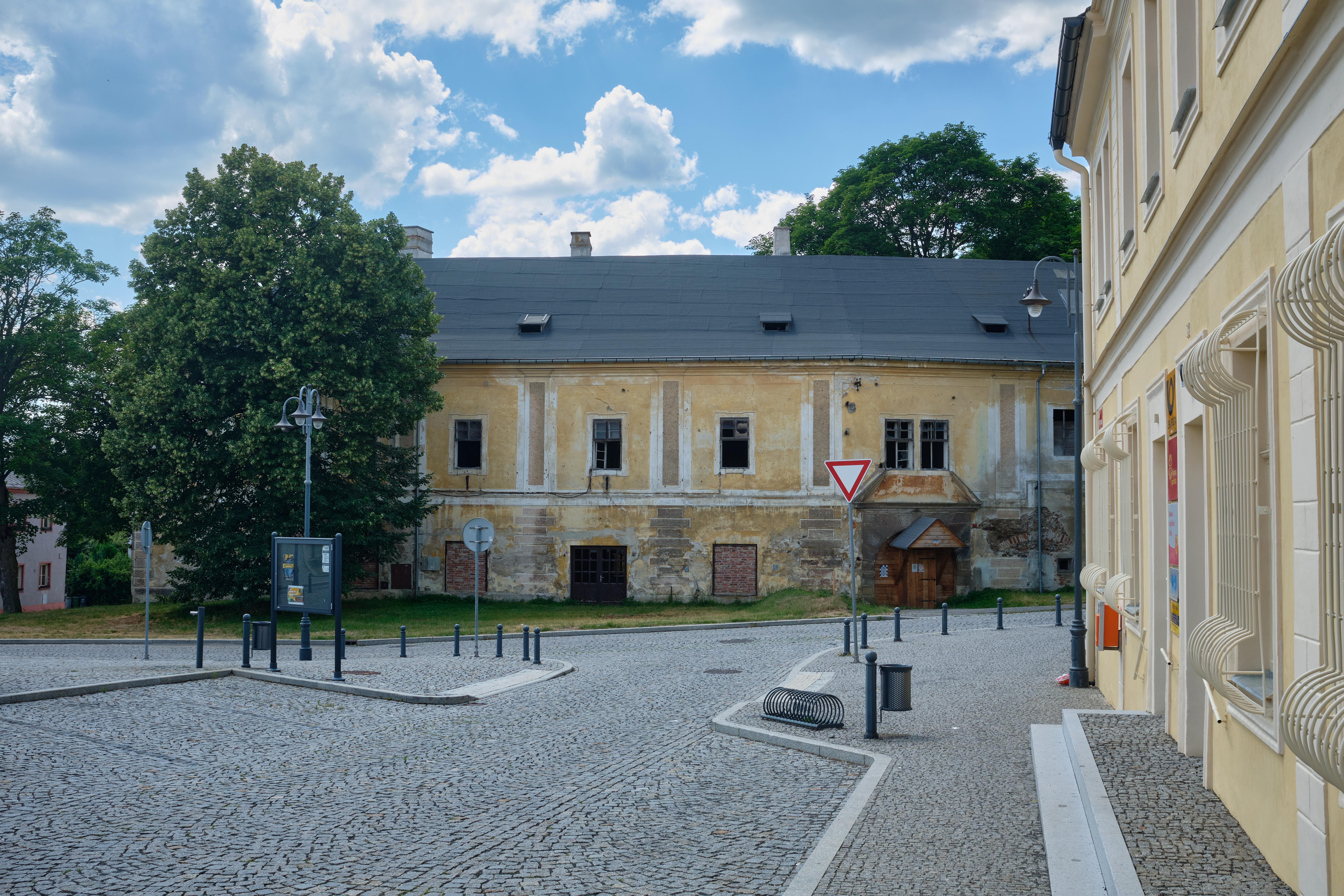
Château de Toužim.
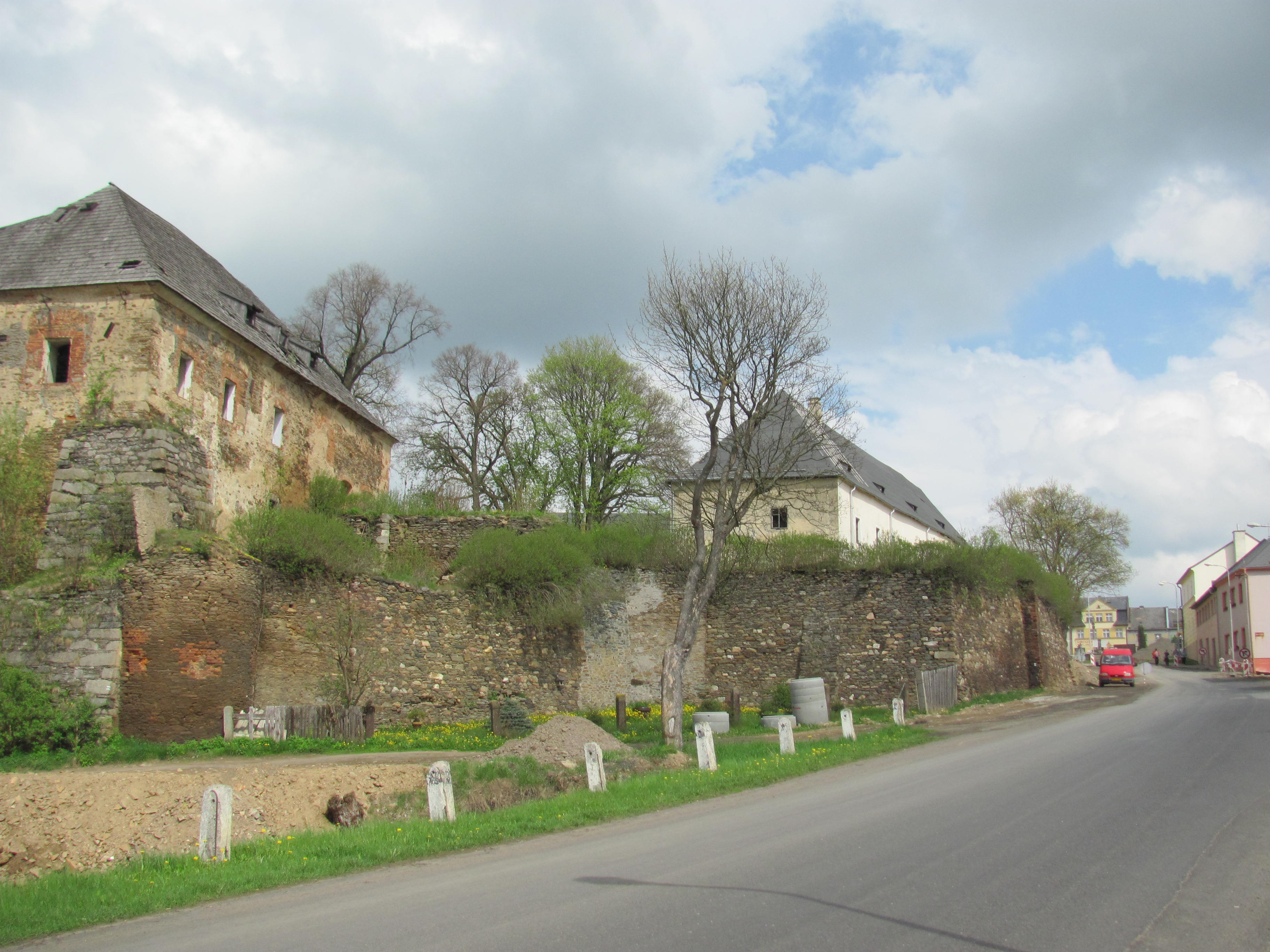
Murailles de Toužim.

## Transports
Par la route, Toužim se trouve à 29 km de Karlovy Vary et à 121 km de Prague.

## Personnalités
- Josef Antonín Sehling (1710-1756), compositeur et violoniste
- Ignaz Friedrich Tausch (1793-1848), botaniste